# Niccolò Piccinino

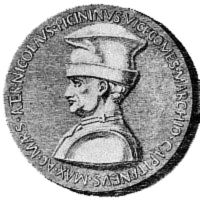
Zeitgenössisches Porträt des Niccolò Piccinino von Antonio Pisanello

Niccolò Piccinino (* um 1386 in Perugia; † 15. Oktober 1444 in Cusago) war ein italienischer Condottiere.

## Leben
Niccolò Piccinino wurde wahrscheinlich 1386 in Perugia geboren. Er war der Sohn eines Metzgers. Als er zehn Jahre alt war, starb sein Vater eines gewaltsamen Todes. Mit zwölf verließ er seine Mutter in Perugia und zog zu seinem Onkel, mit dem er zusammen vom Condottiere Braccio da Montone, der zu dieser Zeit einen Krieg auf eigene Rechnung gegen Perugia führte, für den Kriegsdienst angeworben wurde. Unter da Montone erlernte er die Kriegskunst. Vermutlich erhielt er zu dieser Zeit aufgrund seiner kleinen Statur den Beinamen Piccinino (deutsch Kleiner). Sein eigentlicher Familienname ist nicht überliefert. Nach dem Tod Braccio da Montones 1424, dem kurz darauf der Tod von Montones Sohn Oddo folgte, wurde Piccinino der Anführer der Condotta. Nachdem er eine kurze Zeit der Republik Florenz gedient hatte, wechselte er 1425 zu Filippo Maria Visconti, dem Herzog von Mailand, in dessen Dienst er zusammen mit Niccolò Fortebraccio gegen das Bündnis von Papst Eugen IV., Venedig und Florenz kämpfte.
Er schlug die päpstliche Armee 1434 bei Castel Bolognese, aber nachdem eine andere Streitmacht des Papstes unter Francesco Sforza Fortebraccio bei Fiordimonte getötet hatte, blieb Piccinino als alleiniger Kommandeur der Truppe übrig. Bei einer Reihe von Feldzügen gegen Sforza gelang es ihm, einige Städte der Romagna durch Verrat einzunehmen. 1439 kämpfte er in der Lombardei und im Trentino mit unterschiedlichem Erfolg gegen Gattamelata und Sforza, der nun in venezianischem Dienst stand. Dabei konnte er sich im November 1439 bei Tenno nur mit Hilfe einer tollkühnen List einer Gefangennahme entziehen. In der Folge besetzte er kurzzeitig das venezianische Verona, bevor er von dort vertrieben wurde.
Piccinino brachte nun den Herzog von Mailand dazu, ihn nach Umbrien zu schicken, wo er hoffte, wie so manch anderer Condottiere, eine Herrschaft für sich selbst zu erlangen. Er wurde aber 1440 von Sforza in der Schlacht von Anghiari geschlagen, einige seiner Leute wurden gefangen genommen und wieder freigelassen, so, wie das in den Kriegen zwischen Söldnern üblich war. Der Kampf wechselte zurück in die Lombardei, und Piccinino, der Sforza bei Martinengo geschlagen hatte, forderte als Preis für Sforzas Gefangennahme von den Visconti die Herrschaft über Piacenza.
Der Herzog schloss jedoch einen Waffenstillstand mit Sforza, den dieser, der in den Marken seine Herrschaft errichtet hatte, dazu nutzte, um unter dem Vorwand, den Kirchenstaat zu verteidigen, Angst und Schrecken beim Papst und dem König von Neapel zu verbreiten – allerdings auch bei den Visconti, die das Kommando über ihre Truppen nun Piccinino übergaben. Sforza wurde aus den Marken vertrieben, schlug dann aber Piccinino bei Montelauro, der nun wiederum verzweifelte Anstrengungen unternahm, um gegen Sforza zum Erfolg zu gelangen, als er plötzlich nach Mailand zurückgerufen wurde. Seine Armee wurde in seiner Abwesenheit geschlagen, er selbst starb kurze Zeit später.

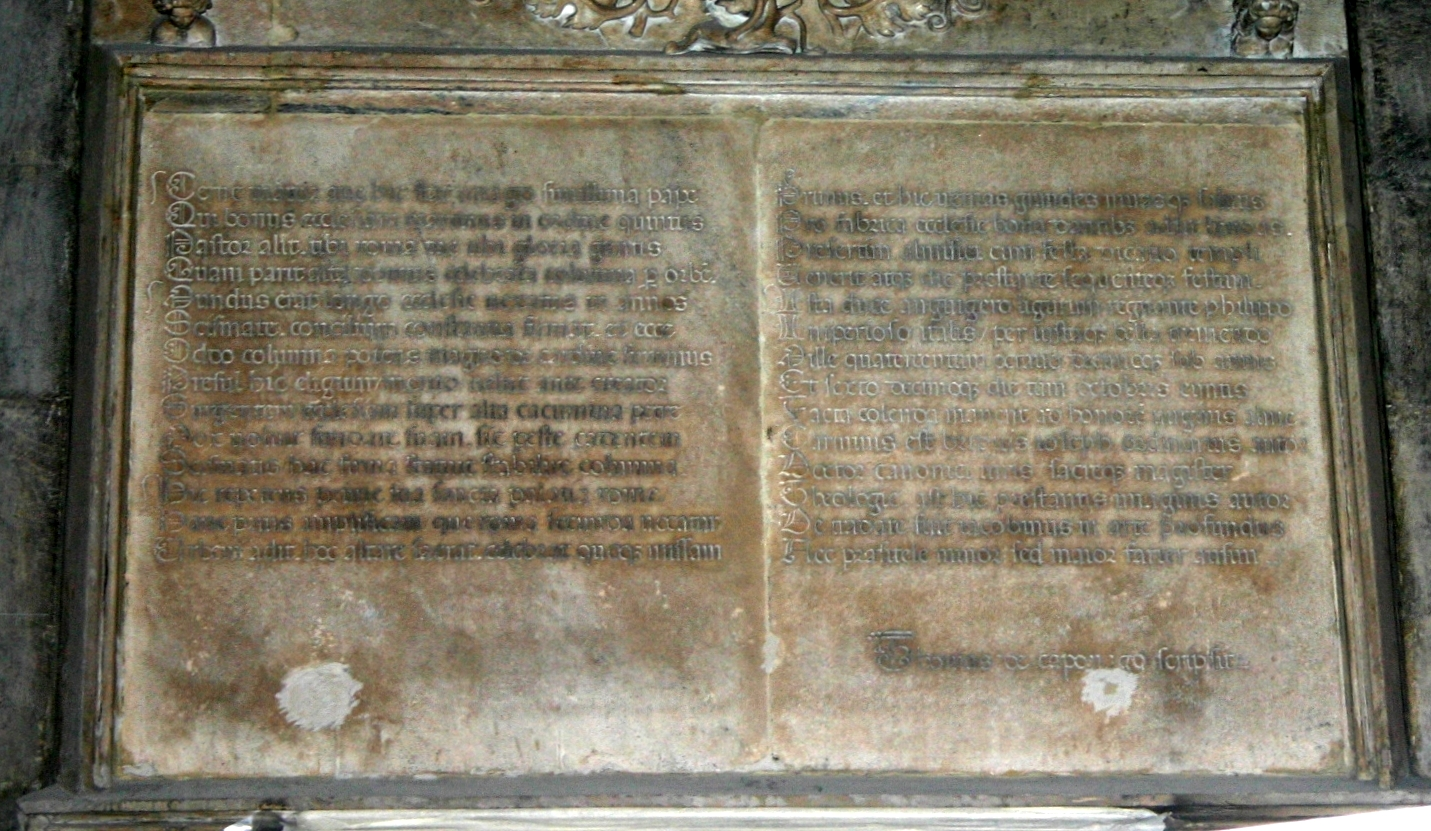
Grabplatte von Francesco und Niccolò Piccinino im Mailander Dom

Piccinino soll von geringer Körpergröße, gehbehindert und von schwacher Gesundheit gewesen sein, trotzdem aber „mutig bis zur Tollkühnheit, wunderbar erfindungsreich und niemals von einer Niederlage überwältigt“. Zugleich sagte man ihm nach, grausam und verräterisch gewesen zu sein, und kein anderes Ziel vor Augen gehabt haben als den eigenen Machtzuwachs. Piccinino hinterließ zwei Söhne, Jacopo († 1465) und Francesco († 1449), die beide ausgezeichnete Condottieri wurden. Francesco war interessanterweise ein Parteigänger Francesco Sforzas, Giacomo kämpfte in den unteritalienischen Feldzügen.
Auf Wunsch Filippo Maria Viscontis wurde Niccolò Piccinino im Mailänder Dom bestattet. Unter der Herrschaft von Francesco Sforza (1450–1466), seinem einstigen Widersacher, wurde ein ihm zum Gedenken errichtetes Grabmonument 1455 wieder entfernt. Die heute im Dom befindliche Grabplatte, die unter dem zu Ehren Papst Martin V. errichteten Monument angebracht ist und auch an seinen Sohn Francesco erinnert, der ebenfalls im Dom bestattet wurde, stammt aus dem Jahr 1502.